# Brytyjskie Wyspy Dziewicze na Letnich Igrzyskach Olimpijskich 2008
Brytyjskie Wyspy Dziewicze na Letnich Igrzyskach Olimpijskich 2008 reprezentowało 2 zawodników, startujących w lekkoatletyce.
Był to siódmy start reprezentacji Brytyjskich Wysp Dziewiczych na letnich igrzyskach olimpijskich.

## Lekkoatletyka
| Zawodnik         | Konkurencja           | Eliminacje | Eliminacje | Ćwierćfinały | Ćwierćfinały | Półfinały                     | Półfinały                     | Finały                        | Finały                        | Miejsce |
| Zawodnik         | Konkurencja           | Wynik      | Miejsce    | Wynik        | Miejsce      | Wynik                         | Miejsce                       | Wynik                         | Miejsce                       | Miejsce |
| ---------------- | --------------------- | ---------- | ---------- | ------------ | ------------ | ----------------------------- | ----------------------------- | ----------------------------- | ----------------------------- | ------- |
| Eric Matthias    | Rzut dyskiem mężczyzn | 53,11      | 37         |              |              |                               |                               | Odpadł z dalszej rywalizacji  | Odpadł z dalszej rywalizacji  | 37      |
| Tahesia Harrigan | Bieg na 100m kobiet   | 11,46      | 25 Q       | 11,36        | 16           | Odpadła z dalszej rywalizacji | Odpadła z dalszej rywalizacji | Odpadła z dalszej rywalizacji | Odpadła z dalszej rywalizacji | 16      |